# Blanidae
Blanidae zijn een familie van reptielen uit de onderorde wormhagedissen (Amphisbaenia).

## Naam en indeling
De wetenschappelijke naam van de groep werd voor het eerst voorgesteld door Maureen Kearney in 2003. Er zijn zeven soorten in een enkel (monotypisch) geslacht, inclusief de in 2014 beschreven soort Blanus alexandri en de pas sinds 2018 bekende Blanus vandellii.

## Uiterlijke kenmerken
Blanidae hebben een pleurodonte gebitsvorm waarbij de tanden naast de kaakranden geplaatst zijn. Bij de familie puntstaartwormhagedissen zijn de tanden bovenop de kaakrand gepositioneerd, wat acrodont wordt genoemd. 

## Verspreiding en habitat
Alle soorten komen voor in delen van het Arabisch Schiereiland, zuidelijk Europa en noordelijk Afrika.

## Taxonomie
Familie Blanidae
- Geslacht Blanus